# Piatnik
La Wiener Spielkartenfabrik Ferd. Piatnik & Söhne, nota semplicemente come Piatnik, è un'azienda austriaca produttrice di carte da gioco di vario genere (internazionali, regionali, tradizionali, moderne, ecc.), giochi da tavolo, giochi di società, scacchiere e puzzle. La sua sede principale si trova nel settimo distretto di Vienna. Ha filiali in più di 70 Paesi.  Attualmente Piatnik è l'azienda leader nel settore dei giochi di carte in Austria e una tra le maggiori in tutta Europa.

## Storia

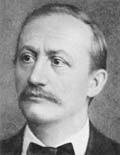
Ferdinand Piatnik

L'azienda fu fondata nel 1824 da Anton Moser (1784-1842) nel 7º distretto di Vienna. Inizialmente produceva solo carte da gioco (all'epoca dipinte). Nel 1943, dopo la morte di Moser, la ditta fu rilevata dall'ungherese Ferdinand Piatnik (1819-1885), che anni dopo avrebbe sposato la vedova del fondatore. Una volta cresciuti, i tre figli di Piatnik entrarono nel consiglio di amministrazione.
Nel 1891 la ditta si trasferì in una nuova fabbrica in Hütteldorfer Straße nel 14º distretto e modernizzò la produzione. I figli e la vedova erano subentrati a Ferdinand, dopo la sua morte nel 1885. Nel 1896 fu fondata come consociata la ditta ungherese Piatnik Nándor és Fiai. L'azienda, in continua espansione, acquistò nel 1899 la ditta Ritter & Cie di Praga. Nel 1939 il quartiere generale viennese fu incorporato nella società Wiener Spielkartenfabrik Ferd. Piatnik & Sons.
Nel 1951, dopo la seconda guerra mondiale, fu introdotta la stampa offset multicolore. Nel 1956 l'azienda ampliò la sua offerta iniziando a pubblicare giochi da tavolo e dal 1966 iniziò a far circolare scacchiere e puzzle.
Nel 1962 e nel 1985 i locali della fabbrica a Vienna furono ampliati per includere diversi capannoni in cemento armato.
Nel 1989 fu fondata la prima filiale, Piatnik of America, seguita poco dopo da quelle consimili in Germania, Repubblica Ceca e Ungheria. Oggi l'azienda è presente in oltre 70 Paesi.
Nel 1990 la Piatnik pubblicò Activity (Activity l'originale, nell'edizione italiana della Giochi Uniti), un gioco di intrattenimento per bambini e adulti che è stato tradotto in cinque lingue; in seguito apparvero 15 diverse varianti di questo gioco, una delle quali, Extreme Activity, ha conosciuto grande fortuna in seguito al suo utilizzo nel game show ProSieben.
La ditta attualmente offre più di 200 giochi sociali e familiari e oltre 1000 tipi di mazzi di carte da gioco.